# Metionin
A metionin (röviden Met vagy  M) fehérjealkotó   α-aminosav, képlete: HO2CCH(NH2)CH2CH2SCH3.
Esszenciális aminosav. Apoláris tulajdonsága miatt jól oldódik apoláris oldószerekben. A cisztein és a metionin a két kéntartalmú aminosav, melyeknek fontos szerepük van a fehérjék felépítésében. A metionin mindig a lánckezdő aminosav, kodonja AUG.

## Bioszintézis
A metionin bioszintézisében az alábbi enzimek vesznek részt:
1. aszparatokináz
2. β-aszpartát-szemialdehid-dehidrogenáz
3. homoszerin-dehidrogenáz
4. homoszerin-aciltranszferáz
5. cisztationin-β-szintáz
6. cisztationin-γ-liáz
7. metionin-szintáz (emlősökben: homocisztein-metiltranszferáz)

Metionin bioszintézise

## Táplálkozás
Nagy mennyiségben található metionin a szezámmagban, a halban, húsokban, egyes növényi magokban.
A gyümölcsökben és a zöldségekben kevés van belőle, kivéve a spenótban, a burgonyában és a főtt kukoricában.
A metionin segíthet az alkoholelvonás illetve az ópiátok elvonási tüneteinek mérséklésében. Ebből a célból modern detoxikációs klinikákon táplálékkiegészítőként adják a kezelésben részesülőknek.
A szervezetünk normális napi igénye 2–3 gramm, de bizonyos túlterhelések hatására, mint pl. a testépítés, illetve a fentebb említett káros életmódok esetén ez az igény jelentősen – akár a duplájára is emelkedhet.

## Külső hivatkozások
- Foods containing methionine
- Computational Chemistry Wiki